# Canthidium emoryi
Canthidium emoryi là một loài bọ cánh cứng trong họ Bọ hung (Scarabaeidae).